# Lake Glenmaggie
Lake Glenmaggie är en sjö i Australien. Den ligger i delstaten Victoria, omkring 160 kilometer öster om delstatshuvudstaden Melbourne. Lake Glenmaggie ligger 68 meter över havet. Arean är 12,5 kvadratkilometer. Den sträcker sig 5,3 kilometer i nord-sydlig riktning, och 4,7 kilometer i öst-västlig riktning.
Trakten runt Lake Glenmaggie består till största delen av jordbruksmark. Runt Lake Glenmaggie är det mycket glesbefolkat, med 2 invånare per kvadratkilometer. Genomsnittlig årsnederbörd är 1 410 millimeter. Den regnigaste månaden är juni, med i genomsnitt 193 mm nederbörd, och den torraste är januari, med 61 mm nederbörd.